# Салієнтна система
Салієнта система, або Мережа Визначення Значущості
Мережа виявлення/визначення значущості - це високооб'ємна нейронна мережа, яка головним чином складається з передньої острівцевої долі і дорсальної частини передньої поясної кори. Вона залучена у визначення та відбір найбільш значущих стимулів (як в контексті виживання в цілому так і для найбільш ефективної продуктивності індивідуума тут і зараз), а також в залучення для виконання цих завдань релевантних функціональних мереж. Разом з усіма взаємопов'язаними з нею нейронними структурами СВЗ впливає на безліч комплексних функцій, включаючи комунікацію, соціальну поведінку і самоусвідомлення шляхом інтеграції сенсорної, емоційної і когнітивної інформації. Візуально цю мережу можна виявити за допомогою аналізу незалежних компонентів зображень фМРТ в стані спокою, а також за допомогою аналізу функціональних зв'язків. Крім передньої острівцевої долі і дорсальної частини передньої поясної кори, салієнтна система складається також з чорної речовини, вентральної області покришки, вентрального стріатума, мигдалини, дорсо-медіальної частини таламуса і гіпоталамуса. Кореляція функціонального взаємозв'язку зі структурним взаємозв'язком була встановлена за допомогою Дифузійної спектральної томографії (Дифузійної МРТ), яка виявила тракти, що складаються із білої речовини між передньою острівцевою часткою і дорсальною частиною передньої поясної кори.

## Анатомія
Мережа виявлення значущості головним чином прив'язана до передньої острівцевої долі і дорсальної частини передньої поясної кори. Вузол передньої острівцевої долі відповідає дорсально-передньому відділу, описаному в мета-аналізі мережі цільової активності (task-positive network) заснованому на дослідженнях нейровізуалізації. Передня острівцева доля і дорсальна частина передньої поясної кори пов'язані трактами білої речовини що тягнуться вздовж гачкоподібного пучка. (ГП - пучок довгих асоціативних волокон, що нагадує гак за формою і з'єднує лобову частку з передньою часткою скроневої частини). Підкіркові вузли також мають бути структурно пов'язані з передньою острівцевою скибкою та дорсальною частиною передньої поясної кори, однак, SCA - метод та дослідження станів спокою продемонстрували внутрішній зв'язок кіркових вузлів з підкірковими, що складаються з субвентрикулярного відділу розширеної мигдалини, шкаралупи (базального ядра) і дорсомедіального таламуса, вентрального стріатума (смугастого тіла), чорної речовини/вентральної області покришки. Мережа виявлення значущості також відрізняється наявністю особливих клітинних компонентів, таких як веретеноподібні нейрони (нейрони фон Економо) локалізовані власне у передній острівцевої долі і дорсальній частині передньої поясної кори. Кортико-стріально-таламічний ланцюг зв'язку має важливий вплив на роботу СВЗ.

## Функції
Хоча функції СВЗ до кінця не вивчені, вона точно залучена у визначення та інтеграцію емоційних і сенсорних стимулів, власне як і в посередництво передачі сигналів між орієнтованими всередину когнітивними функціями Мережі Пасивного Режиму роботи ГМ і орієнтованими назовні функціями Центральної Виконавчої Мережі. Доказом того, що СВЗ служить сполучною ланкою між МПР і ЦВМ слугують результати причинно-наслідкового аналізу Грейнджера і дослідження з використанням транскраніальної магнітної стимуляції. Синхронізація електрофізіологічних відповідей під час завдання «на виконання тесту дивакуватих цілей» показує постійне узгодження взаємодії; після початкової негативності неузгодженості, негативна відповідь передається "знизу до гори" від сенсорних зон, тоді як сигнал "з гори до низу" локалізований в передній острівцевій скибці і передній поясній корі надходить до виникнення викликаного потенціалу, характерного для перемикання уваги.

## Патофізіологія
Порушення роботи салієнтної мережі спостерігається при різних психіатричних захворюваннях, що включають розлади тривожного спектру (тривожні неврози), пост-травматичний стресовий розлад, шизофренію, лобно-скроневу деменцію та хворобу Альцгеймера. Також було виявлено, що вузол передньої острівцевої частки гіперактивований при тривожних розладах, що, як вважають, відображає передумови до аверсивного (такого що викликає дискомфорт) соматичного фізичного стану і веде до постійно турбуючих тривожних думок, а як наслідок - і до тривожного розладу поведінки. При шизофренії спостерігаються як структурні, так і функціональні порушення саліентної системи, що, скоріше за все, відображає надмірну значущість внутрішньо-орієнтованих генерованих стимулів. У індивідуумів з аутизмом відносна значимість соціальних стимулів, таких як особистість, очі і погляд в достатній мірі знижена, що призводить до збідніння соціальних навичок.
Що необхідно знати - салієнтність визначає властивість об'єкту виділятися на тлі групи інших об'єктів того ж типу. Знаходження саліентних об'єктів вважається ключовим механізмом забезпечення навчання і виживання організмів шляхом фокусування їх обмежених ресурсів сприйняття на найбільш важливій до відповідної ситуації частині інформації отриманої від органів чуття.

## Цікаві факти
Існує гіпотеза, що саліентна система є центром формування свідомості в ГМ людини;